# Opel Frontera (2024)
Opel Frontera — субкомпактний кросовер, що виробляється з 2024 року німецькою компанією Opel.

## Опис

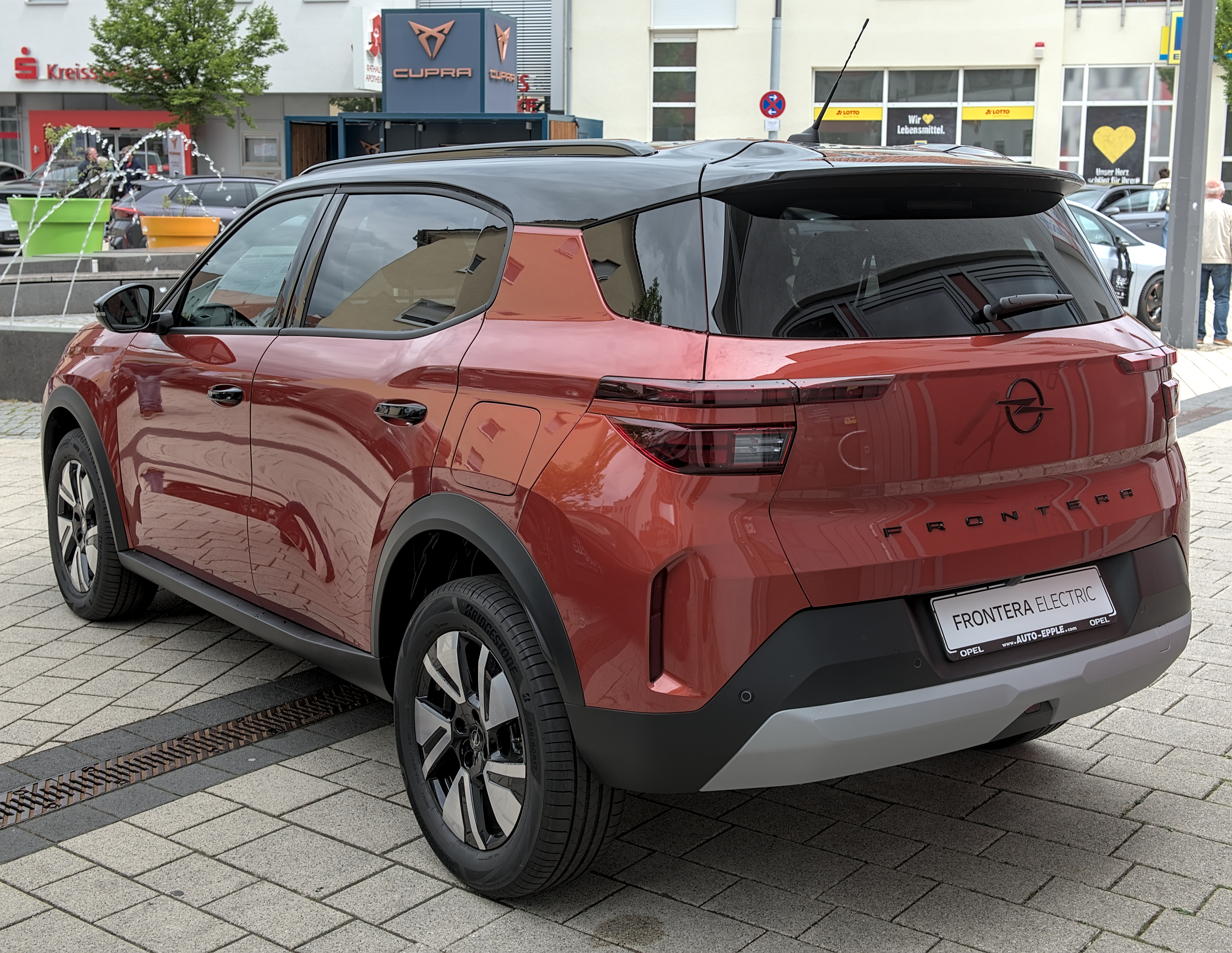
Opel Frontera C Electric

Opel Frontera був представлений у 2024 році у ролі наступника Opel Crossland.

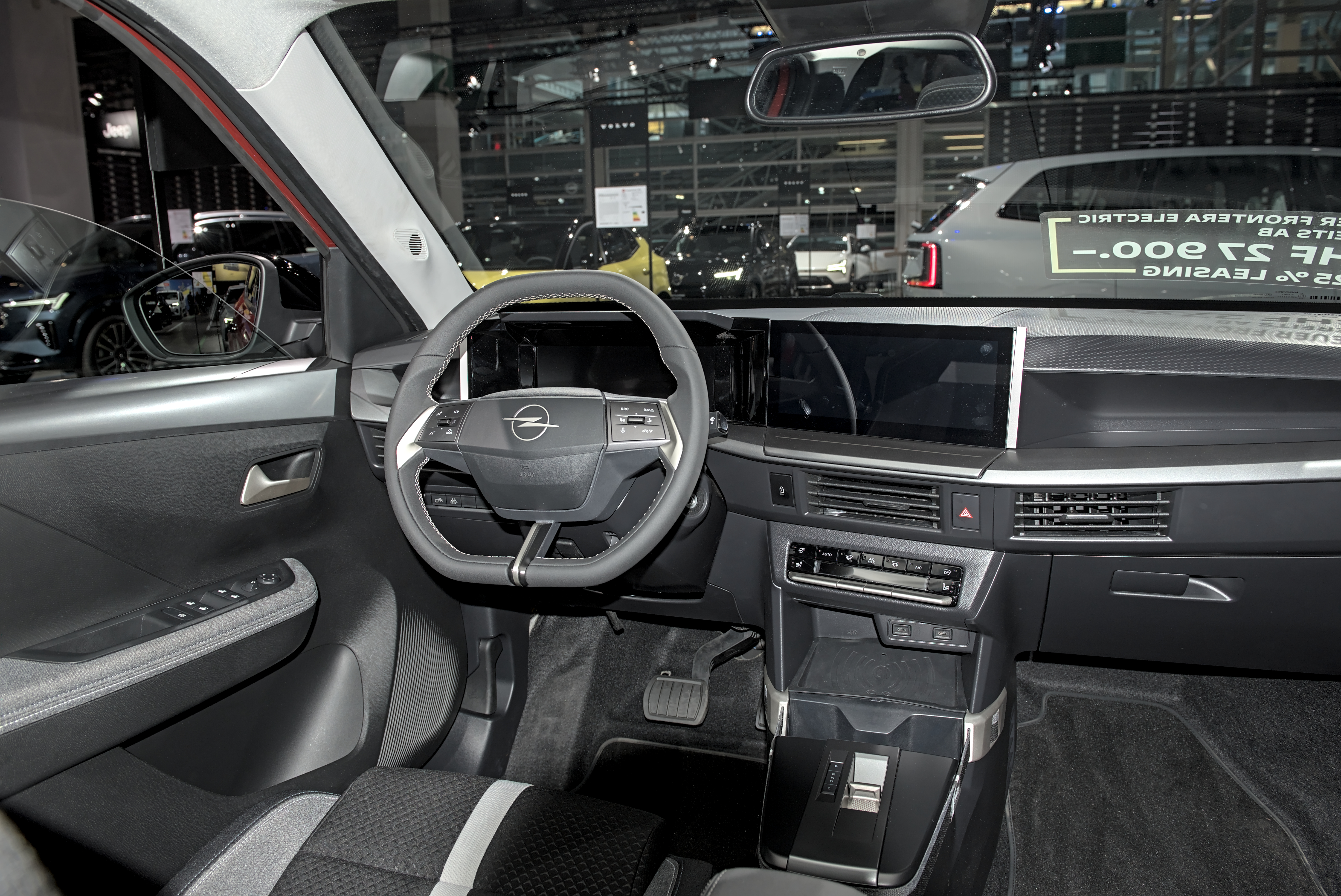

Автомобіль випускається у двох комплектаціях: Frontera та Frontera GS. Кожне оздоблення може мати два пакети опцій. Було оголошено, що пізніше буде представлена семимісна версія.
На передній частині розташований логотип Opel Blitz. Інші особливості екстер'єру — екологічні світлодіодні фари, «яскраво виражені» колісні арки та крила, а також задні ліхтарі, розділені вставками кольору кузова.